# Trâu Nhuận
Trâu Nhuận (chữ Hán: 鄒潤; bính âm: Zōu Rùn), ngoại hiệu Độc Giác Long (chữ Hán: 獨角龍; tiếng Anh: Single Horned Dragon; tiếng Việt: Rồng một sừng) là một nhân vật hư cấu trong tiểu thuyết văn học cổ điển Trung Hoa Thủy Hử. Trâu Nhuận xếp thứ 91 trong 108 vị đầu lĩnh Lương Sơn Bạc và xếp thứ 55 trong 72 vị sao Địa Sát, được sao Địa Giốc Tinh (chữ Hán: 地角星; tiếng Anh: Horn Star) chiếu mệnh.

## Xuất thân
Cùng chú là Trâu Uyên sống tại Đăng Châu, hai chú cháu họ Trâu nguyên người Lan Châu. Thủy Hử mô tả Trâu Nhuận thân hình cao lớn, đằng sau gáy có cục bướu (chữ Hán: 肉瘤; tiếng Anh: sarcoma) lớn, từng húc đổ cả một cây tùng. Vì thế, Trâu Nhuận có ngoại hiệu là Độc Giác Long (Rồng một sừng). Tuy gọi Trâu Uyên là chú theo vai vế, nhưng Trâu Nhuận gần bằng tuổi Trâu Uyên. Hai chú cháu họ Trâu là 2 đầu đảng thảo khấu núi Đăng Vân thuộc phủ Đăng Châu và là bạn thân với Tôn Tân, Dương Lâm, Đặng Phi và Thạch Dũng.

## Gia nhập Lương Sơn Bạc
Việc bị vu oan và được giải cứu khỏi ngục Đăng Châu của hai anh em họ Giải là nguyên nhân Trâu Nhuận và những người tham gia giải cứu đã theo và về gia nhập Lương Sơn Bạc.

## Sau khi gia nhập Lương Sơn Bạc

### Trận Chúc Gia Trang - làm nội ứng
Tại hồi 49, Trâu Nhuận đã góp công vào việc đánh hạ Chúc Gia Trang qua sự kiện cùng Tôn Lập vào Chúc Gia Trang làm nội ứng, từ trong đánh ra và với Tống Giang thống lĩnh quân Lương Sơn Bạc từ ngoài đánh vào, dẫn đến việc Chúc Gia Trang bị hạ ngay sau đó.

### Trận Thúy Vân Lâu - đốt miếu Thành Hoàng
Tại hồi 65, trong cuộc đánh thành Đại Danh (大名城)  để giải cứu Lư Tuấn Nghĩa và Thạch Tú, Trâu Nhuận cùng Trâu Uyên giả làm khách bán đèn trà trộn vào thành Đại Danh để đợi đến đúng thời cơ khi quân Lương Sơn Bạc nổi lửa đánh thành, cùng cướp ngục và giải cứu Lư Tuấn Nghĩa, Thạch Tú. Đêm Nguyên Tiêu, Trâu Nhuận cùng Trâu Uyên nổi lửa đốt miếu Thành Hoàng, cùng các đầu lĩnh Lương Sơn Bạc khác đánh phá trong thành dẫn đến việc giải cứu thành công Lư Tuấn Nghĩa, Thạch Tú.

## Chức vụ
Khi phân định ngôi thứ ở Lương Sơn Bạc, Trâu Nhuận xếp thứ 91 trong 108 vị đầu lĩnh Lương Sơn Bạc và xếp thứ 55 trong 72 vị sao Địa Sát, chức Bộ Quân Tướng Hiệu (步軍将校), là một trong những đầu lĩnh chuyên cai quản bộ binh trong quân Lương Sơn Bạc.

## Sau khi chiêu an và bổ nhiệm
Sau khi nhận chiêu an, Trâu Nhuận cùng Tống Công Minh và các đầu lĩnh Lương Sơn Bạc tham gia các chiến dịch bình quân Liêu, các lực lượng khác chống đối triều đình nhà Tống.
Tại hồi 119, khi ban thưởng và sắc phong các đầu lĩnh Lương Sơn Bạc sau chiến dịch bình Phương Lạp, là một trong các phó tướng sống sót trở về, Trâu Nhuận được phong tước Võ Dịch Lang (武奕郎 | Martial Gentleman of Grace) bổ nhiệm chức Đô Thống Lĩnh (都統領), một chức võ quan, điều hành binh lính tại một phủ.

## Trong Đãng Khấu chí
Lý Ứng trấn thủ Duyện Châu, giao Trâu Uyên và Trâu Nhuận giữ Phi Hổ trại làm thế ỷ dốc. Quân Viên Tý cùng Ngụy Phụ Lương (danh sỹ sống trong Duyện Châu) lập liên hoàn kế, lấy được trại Phi Hổ, sau đó tấn công Duyện Châu. Qua nhiên Lý Ứng trúng kế, Trâu Uyên và Trâu Nhuận nóng lòng giành lại trại nên cầm quân tấn công. Hai bên giành co một hồi, quân Viên Tý giả thua rút khỏi trại, hai chú cháu họ Trâu chiếm lại được Phi Hổ trại. Nào ngờ đây là quỷ kế, trong trại đã chôn muôn vàn địa lôi. Quân Viên Tý đem quân đánh ngược trở lại, địa lôi trong trại nổ liên hồi. Trâu Uyên bị địa lôi nổ chết. Trâu Nhuận vội cướp đường tháo chạy, ngờ đâu địa lôi dưới chân lại nổ, người ngựa đều tan xác. Tường trại nổ tung hết cả.